# 青原行思
青原行思（671年—740年），俗姓劉，名行思，法號靖居，又稱靖居和尚，吉州安城（位於今江西）人，唐朝禅宗大师，禅宗六祖惠能大师座下之五大弟子之一。住江西青原山的净居寺。

## 生平
开元元年（公元713年），时年76岁的六祖慧能，对行思说：“从上衣法双行，师资递授。以衣表信，法乃印心。吾今得人，何患不信。吾受衣以来，遭此多难，况乎后代，争竞必多。衣即留镇山门。汝当分化一方，无令断绝”。行思即回到吉安青原山净居寺，开法化众。世称青原行思。在青原山净居寺弘法数十载。唐开元二十八年（公元740年）十二月十三日，跏趺而逝。 

## 纪念
唐僖宗時追謚為弘濟禪師（後避宋宣祖趙弘殷諱而作洪濟禪師）。 塔曰归真。

## 法嗣
行思门下石头希迁一系，稱為石頭宗。数传至洞山良和曹山本寂，创禅宗曹洞宗。

## 師承
- 六祖惠能

## 弟子
- 石頭希遷

## 外部連結
- 惠能大師門下二大弟子之一~青原行思禪師 （页面存档备份，存于）